# The Kindergarten Teacher
The Kindergarten Teacher (bra: A Professora do Jardim de Infância; prt: A Educadora de Infância) é um filme de drama estadunidense de 2018 dirigido e escrito por Sara Colangelo. É estrelado por Maggie Gyllenhaal, Rosa Salazar e Gael García Bernal. O filme estreou no Festival Sundance de Cinema, em 19 de janeiro de 2018, e foi lançado pela Netflix nos Estados Unidos e no Canadá em 12 de outubro de 2018.

## Elenco
- Maggie Gyllenhaal - Lisa Spinelli
- Rosa Salazar
- Gael García Bernal
- Michael Chernus - marido de Lisa
- Parker Sevak - Jimmy Roy
- Anna Baryshnikov
- Ajay Naidu - pai de Jimmy
- Sam Jules - filho de Lisa
- Daisy Tahan - filha de Lisa